# 马龙标

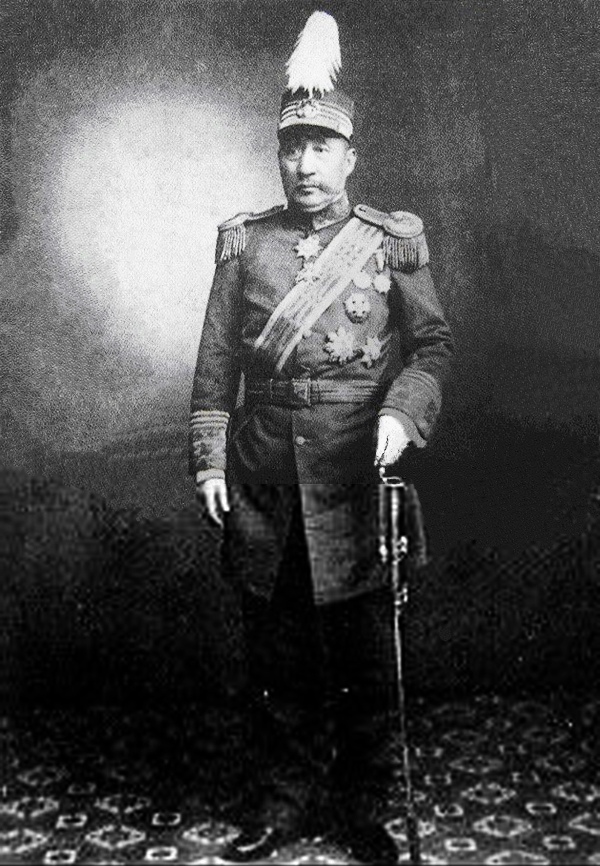

馬龍標（?—1927年） 字锦門，山東济南人。中华民国军事将领。

## 生平
民國元年（1912年）3月，馬龍標任山東護軍使、陆军第五鎮統制。后陆军第五镇改为陆军第五师，他任师长。後来，馬龍標轉任正紅旗蒙古副都統、京師軍警督察長。民国10年（1921年）6月，获將軍府授“恒威將軍”。